# كاثرين لكه
كاثرين لكه (بالإنجليزية: Katharine Lucke)‏ هي معلمة موسيقى وملحنة أمريكية، ولدت في 1875، وتوفيت في 1962.